# Conquista de Tarifa
La conquista de Tarifa fue una operación militar liderada por la Corona de Castilla, con apoyo genovés, aragonés y granadino, mediante la cual se conquistó en 1292 la ciudad de Tarifa, en poder de los benimerines.

## Historia
El cerco a la ciudad, que había mantenido una importancia estratégica clave a lo largo de buena parte la Edad Media para las diferentes potencias de la zona, consistió en un ataque combinado de fuerzas terrestres y navales. Ya desde el año anterior Tarifa había sido sometida a un bloqueo naval para evitar el aprovisionamiento de suministros. El contingente naval, liderado por el almirante genovés Benedetto Zaccaria, estaba compuesto por una flota de naves genovesas, castellanas y aragonesas (subcomandadas las últimas por Berenguer de Montoliú). Sancho IV también contó con ayuda logística del emirato de Granada. El cerco terrestre se configuró hacia julio de 1292, con la llegada a la zona de Sancho IV de Castilla.
La entrada de las fuerzas victoriosas de Sancho IV en la ciudad debió producirse hacia el 14 de octubre de 1292.
Según Miguel Ángel Ladero Quesada, la conquista de la ciudad se trató del avance cristiano más determinante en dos siglos de conflictos en el área del Estrecho de Gibraltar.